# دیوید امرال (بازیکن فوتبال)
دیوید امرال (انگلیسی: David Amaral؛ زادهٔ ۱۲ اکتبر ۱۹۵۸) بازیکن فوتبال اهل اسپانیا است.
از باشگاه‌هایی که در آن بازی کرده‌است می‌توان به باشگاه ورزشی تنریف اشاره کرد.